# 秋山たか志
秋山 たか志（あきやま たかし、1936年4月6日 - 1970年？）は、吉本新喜劇の役者。本名:広井孝。

## 人物
漫才の秋山右楽・左楽の右楽の実子。漫才を志したが、かしまし娘らの芝居に魅了されコメディの世界に入る。
1959年10月、うめだ花月劇場開場間もない「吉本ヴァラエティ」（現在の吉本新喜劇）に入団。以降二枚目から二枚目半の路線で座長として活躍。
酒が災いし昭和40年代中頃に急死。
目立った弟子はいないが、西川きよしは付き人を務めた。また坂田利夫は吉本新喜劇研究生時代、毎晩自宅に訪れては芝居の指導を受けた。